# Філатов Анатолій Олексійович (казахський хокеїст)
Анатолій Філатов (рос. Анатолий Фила́тов, нар. 28 квітня 1975, Усть-Каменогорськ) — казахський хокеїст, що грав на позиції крайнього нападника. Грав за збірну команду Казахстану.

## Ігрова кар'єра
Професійну хокейну кар'єру розпочав 1992 року.
1993 року був обраний на драфті НХЛ під 158-м загальним номером командою «Сан-Хосе Шаркс».
Протягом професійної клубної ігрової кар'єри, що тривала 22 роки, захищав кольори команд «Казцинк-Торпедо», «Ніагара-Фоллс Тандер», «Сибір», «Торпедо» (Нижній Новгород), «Спартак» (Москва) та «Салават Юлаєв».
Виступав за збірну Казахстану.